# Фатаньерош

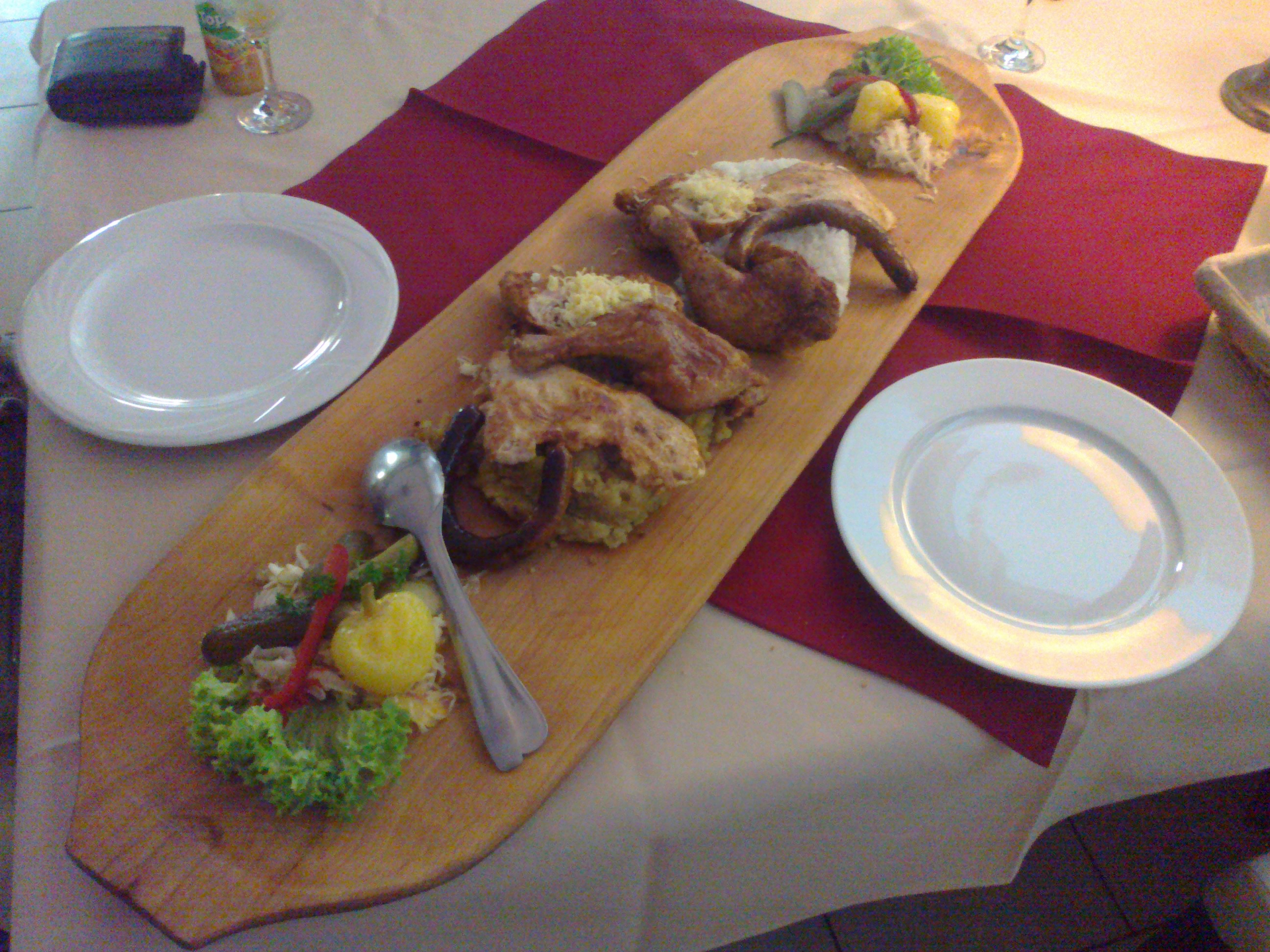
Фатаньерош на деревянном блюде

Фатанье́рош (венг. fatányéros от венг. fatányér от венг. fa (слушать)о файле — «дерево», «деревянный» и венг. tányér (слушать)о файле — «тарелка») — блюдо венгерской кухни. Представляет собой мясное ассорти, жаркое — набор из ломтиков зажаренного на древесных углях мяса: говяжье или телячье филе, корейка, гусиная печёнка, копчёное сало. Сервируется с отваренным и затем обжаренным картофелем и овощными салатами. Подаётся на специальном круглом деревянном блюде без бортов, но с желобком для стекающего мясного сока, которое в свою очередь по правилам должно стоять на серебряных подносах с салфеткой. Считается, что в старину это кушанье готовили на охоте и вкушали с плоских кругляшей только что спиленного дерева. Это венгерское мясное ассорти на гриле получило своё название в 1900-е годы как раз по этим деревянным блюдам — фатаньерам.